# 王振川
王振川（1945年3月—），男，河北安国人，中华人民共和国政治人物。

## 生平
王振川是大学学历。1964年7月在中共中央办公厅机要干校学习，中共四川省委机要处实习。1966年10月在中共中央办公厅机要干校工作。1968年12月在中共中央办公厅江西五七干校劳动。1975年8月任中共中央办公厅政治部干事。1977年9月在中共中央党校学习。1978年10月任中共中央办公厅机关党委干事。1980年5月任中共中央办公厅团委书记、人事局办公室主任、秘书局机关党委副书记、印刷厂厂长。1986年4月任中共中央办公厅机关党委专职副书记兼人事局副局长。1989年5月任中共中央办公厅机要交通局局长。1993年6月任中共中央办公厅机要局局长。
1996年3月，任黑龙江省人民政府副省长。1996年4月，任黑龙江省人民政府副省长兼中共黑龙江省委政法委副书记。2001年6月，任最高人民检察院党组成员、政治部主任（副部长级）。2002年12月，任最高人民检察院党组成员、副检察长。2002年3月，获中华人民共和国二级大检察官证书。2002年11月在中共十六大上当选中央纪委常委。2009年12月，当选为中国检察官教育基金会理事长。